# Adrián Romero
Adrián Romero, vollständiger Name Adrián Marcelo Romero González, (* 25. Juni 1977 in Montevideo) ist ein ehemaliger uruguayischer Fußballspieler.

## Karriere

### Verein
Der je nach Quellenlage 1,74 Meter oder 1,82 Meter große, in der Abwehr bzw. im defensiven Mittelfeld eingesetzte Akteur Romero stand zu Beginn seiner Karriere mindestens von der Apertura bis einschließlich der Clausura 2003 beim Club Atlético Cerro unter Vertrag. Dort sind insgesamt 136 Spiele und 16 Tore für ihn verzeichnet. 2004 bestritt er 13 Partien (ein Tor) im Torneo Clasificatorio für Nacional Montevideo. Im selben Jahr stand er in der Apertura auch elfmal für den argentinischen Erstligisten Estudiantes de La Plata auf dem Platz. In der Apertura 2005 und der Clausura 2006 spielte er für Tiro Federal und kam insgesamt zu 24 Einsätzen. Dabei gelang ihm ein Treffer. Von der Apertura 2006 bis einschließlich der Clausura 2009 stand er wieder in Reihen Nacional Montevideos. In diesem Zeitraum lief er mindestens 32-mal für die Bolsos genannten Montevideaner auf und traf zweimal. Sein Verein wurde in der Saison 2008/09 Uruguayischer Meister. Sodann wechselte er 2009 nach Mexiko zu Querétaro. Bis 2011 wurde er dort in 62 Partien der Primera División eingesetzt und schoss zwei Tore (2009/10: 31 (1); 2010/11: 29 (1)). 2011 wurde er von den Mexikanern an den paraguayischen Klub Olimpia Asunción mit Kaufoption ausgeliehen. Insgesamt bestritt er für die Paraguayer 34 Ligaspiele und erzielte fünf Treffer. Zudem absolvierte er jeweils sechs Spiele in der Copa Sudamericana (zwei Tore) und der Copa Libertadores (kein Tor). Nachdem Olimpia Asunción die Kaufoption nicht zog, kehrte er zu den Mexikanern zurück und wechselte von dort 2012 abermals zu Nacional Montevideo. In der Spielzeit 2012/13 lief er in 19 Begegnungen der Primera División auf, schoss ein Tor und wurde zudem – jeweils ohne persönlichen Torerfolg – in sieben Spielen der Copa Libertadores und drei Aufeinandertreffen der Copa Sudamericana eingesetzt. Zur Apertura 2013 schloss er sich dem Ligakonkurrenten Cerro Largo FC an. Bei dem Klub aus Melo in Ost-Uruguay wurde er 13-mal in der Primera División aufgestellt und traf dreimal ins gegnerische Tor. Noch während der Saison wechselte er 2014 zum ebenfalls in der höchsten uruguayischen Spielklasse antretenden Verein Miramar Misiones und wurde bis zum Rundenende neunmal eingesetzt (kein Tor). In der Saison 2014/15 sind keine weiteren Ligapflichtspiele oder eine Kaderzugehörigkeit für ihn verzeichnet. Ende September 2015 erklärte er nach rund anderthalb Jahren ohne Verein seinen Rücktritt als Fußballprofi. Nach dem Ende seines Engagements bei Miramar schlug er ein Angebot auf Fortsetzung seiner Karriere in Paraguay aus. Weitere Möglichkeiten boten sich im Anschluss nicht.

### Nationalmannschaft
Romero war Mitglied der A-Nationalmannschaft Uruguays. Er debütierte am 24. Juli 2003 unter Nationaltrainer Juan Ramón Carrasco, als er im Rahmen des Freundschaftsspiels gegen die Auswahl von Peru der Startelf angehörte. Insgesamt absolvierte er sieben Länderspiele (ein Tor) für Uruguay. Sein letzter Einsatz datiert vom 6. Juni 2004 bei der 0:5-Niederlage gegen Kolumbien in der WM-Qualifikation. Trainer der Celeste war zu jenem Zeitpunkt Jorge Fossati.

### Erfolge
- Uruguayischer Meister: 2008/09